# NGC 838
NGC 838 (другие обозначения — MCG −2-6-33, IRAS02071-1023, MK 1022, HCG 16C, ARP 318, KUG 0207-103, PGC 8250) — линзообразная галактика (S0) в созвездии Кит.
Этот объект входит в число перечисленных в оригинальной редакции «Нового общего каталога»
NGC 838 и NGC 839 не обнаруживаются при энергии излучения более 8 кэВ, что говорит о наличии в них затенённых активных ядер.
В галактике наблюдается повышенное ультрафиолетовое излучение, и потому её относят к галактикам Маркаряна.
В скоплении галактик HCG 16, куда входит NGC 838, есть «гребень» из горячего газа, который, вероятно, поступал от звёздных ветров входящих в NGC 838 и NGC 839 звёзд.
В галактике взорвалась сверхновая SN 2005H.
Галактика NGC 838 входит в состав группы галактик NGC 835. Помимо NGC 838 в группу также входят NGC 833, NGC 835, NGC 839, NGC 848, NGC 873 и MGC -2-6-19.